# RPG (filme)
RPG é um filme português do género de ação e de aventura, realizado e produzido por Tino Navarro. Estreou-se em Portugal a 29 de agosto de 2013.

## Sinopse
Num futuro longínquo, Steve Battier, um multimilionário idoso e com uma doença terminal, aceita a proposta da empresa RPG, que a troco de um elevado valor monetário, oferece a um grupo muito restrito de clientes a possibilidade de voltarem a ser jovens. Durante 10 horas, 10 milionários de todo o mundo vão transferir-se para corpos jovens para viver um rejuvenescimento temporário num jogo muito real de emoções fortes em que a cada hora alguém morre. Num corpo de um homem de 23 anos, Steve está disposto a tudo para continuar jovem para sempre.

## Elenco
- Cian Barry como Young Steve Battier
- Alix Wilton Regan como Young Alice
- Nik Xhelilaj como Young Boris
- Pedro Granger como Young Carlos
- Christopher Goh como Young Li
- Genevieve Capovilla como Young Maria
- Dafne Fernández como Young Kate
- Reuben-Henry Biggs como Young Okot
- Cloudia Swann como Young Yasmin
- Débora Monteiro como Young Jorge
- Rutger Hauer como Steve Battier
- Chris Tashima como Mr. Chan
- Soraia Chaves como Sarah
- Victoria Guerra como Driver
- Duarte Grilo como Editor
- Tino Navarro como Financial Speculator